# Le Crime du sommelier
Pour plus de détails, voir Fiche technique et Distribution.
Le Crime du sommelier (titre original italien : Vinodentro) est un film italien réalisé par Ferdinando Vicentini Orgnani. Inspiré du roman de Fabio Marcotto Vino dentro, il a été présenté en 2013 en avant-première au Courmayeur Noir in Festival,,.

## Synopsis
La vie de Giovanni Cuttin prend une autre tournure après avoir dégusté du Marzemino, un vin de la région de Trento. Ce nectar, cité par Lorenzo da Ponte dans son livret du Don Giovanni de Mozart, transforme complètement Giovanni, humble et timide employé de banque, mari fidèle et le plus grand sommelier italien. Comme l'avait prédit l'énigmatique « Professore » qui l'a convaincu de goûter le vin, la carrière professionnelle de Giovanni décolle ainsi que ses conquêtes amoureuses. Tout semble aller pour le mieux jusqu'à l'homicide de son épouse Adèle qui fait de lui le suspect idéal pour le commissaire Sanfelice.
Que s'est il passé au cours des trois dernières années ? Giovanni est-il le véritable assassin ? L'enquête essaye de faire de façon rationnelle la lumière sur ce qui s'est passé mais les faits sont difficiles à déchiffrer et la frontière entre la réalité et le rêve est très floue.

## Fiche technique
- Titre original : Vinodentro
- Genre : noir, comédie
- Réalisation : Ferdinando Vicentini Orgnani
- Sujet : Fabio Marcotto
- Mise en scène : Ferdinando Vicentini Orgnani, Heidrun Schleef
- Producteur : Sandro Frezza, Ferdinando Vicentini Orgnani, Evelina Manna
- Maison de production : Alba Produzioni, Moodyproduction
- Distribution en Italie : Nomad Film Distribution
- Photographie : Dante Spinotti
- Montage : Alessandro Heffler
- Musique : Paolo Fresu
- Scénographie : Massimo Santomarco
- Costumes : Alessandro Lai
- Durée : 100 min
- Projection : couleur
- Audio : sonore
- Ratio : 2,35:1
- Pays :  Italie- Allemagne
- Année de sortie : 2013 (Courmayeur Film Festival)
- Sortie :
  -  Italie : 11 septembre 2014
  -  France : 2 mars 2016

## Distribution
- Vincenzo Amato : Giovanni Cuttin
- Giovanna Mezzogiorno : Adele
- Lambert Wilson : Professore
- Pietro Sermonti : commissaire Sanfelice
- Daniela Virgilio : Margherita
- Erika Blanc : maire du commissaire Sanfelice
- Gioele Dix : directeur de la revue Bibenda

## Production
Le film est produit par Alba Produzioni et Moodyproduction
Vinodentro sort dans les salles italiennes le 11 septembre 2014, distribué par Nomad Film Distribution.

## Source de traduction
- (it) Cet article est partiellement ou en totalité issu de l’article de Wikipédia en italien intitulé « Vinodentro » (voir la liste des auteurs).